# Droga wojewódzka 923
Die Droga wojewódzka 923 (DW 923) ist eine zwölf Kilometer lange Droga wojewódzka (Woiwodschaftsstraße) in der polnischen Woiwodschaft Schlesien, die Racibórz mit Rzuchów verbindet. Die Strecke liegt im Powiat Raciborski und im Powiat Rybnicki.

## Streckenverlauf
Woiwodschaft Schlesien, Powiat Raciborski
-  Racibórz (Ratibor) (DK 45, DW 416, DW 417, DW 915, DW 916, DW 917, DW 919, DW 935)

Woiwodschaft Schlesien, Powiat Rybnicki
- Raszczyce (Raschütz)
- Żytna (Zyttna)
- Nowa Wieś (Neudorf)
- Dzimierz (Dreilinden)
- Pstrążna (Fischgrund)

Woiwodschaft Schlesien, Powiat Raciborski
-  Rzuchów (Schönburg) (DW 933, DW 935)